# Kõiguste
Kõiguste (Duits: Koigust) is een plaats in de Estlandse gemeente Saaremaa, provincie Saaremaa. De plaats heeft de status van dorp (Estisch: küla).
Tot in oktober 2017 lag Kõiguste in de gemeente Laimjala. In die maand werd Laimjala bij de fusiegemeente Saaremaa gevoegd.

## Bevolking
Het dorp had 10 inwoners op 31 december 2011 en 50 inwoners op 31 december 2021.

## Ligging
De plaats ligt aan een baai aan de zuidkust van het eiland Saaremaa, de Baai van Kõiguste (Estisch: Kõiguste laht), en heeft een kleine haven.
Bij Kõiguste ligt een zwerfsteen, de Pireti kivi. De steen is 6,1 m lang, 5,8 m breed en 3,8 m hoog. Volgens een legende liet de reuzin Piret, bezig met stenen verzamelen, deze steen op haar voet vallen. Ze kreeg een huilbui en haar tranen veroorzaakten het moerasgebied waarin de steen ligt.

## Geschiedenis
Kõiguste werd voor het eerst genoemd in 1453 onder de naam Meles van Keikus is tho Tackever, een boerderij, die in de eeuw daarop op het landgoed van Saare (Duits: Holmhof, tegenwoordig Saareküla) kwam te liggen. In 1645 werd Kõiguste genoemd als dorp Keikuß.
In het midden van de 18e eeuw werd op het grondgebied van Kõiguste, dat tijdens de Grote Noordse Oorlog door oorlogshandelingen en de pest ontvolkt was geraakt, een nieuw landgoed Köigust gesticht, als afsplitsing van Saare.
Pas in 1977 kreeg Kõiguste de status van dorp. Het kreeg in dat jaar ook de buurdorpen Randvere en Viltina erbij, die in 1997 weer zelfstandig werden.

## Foto's

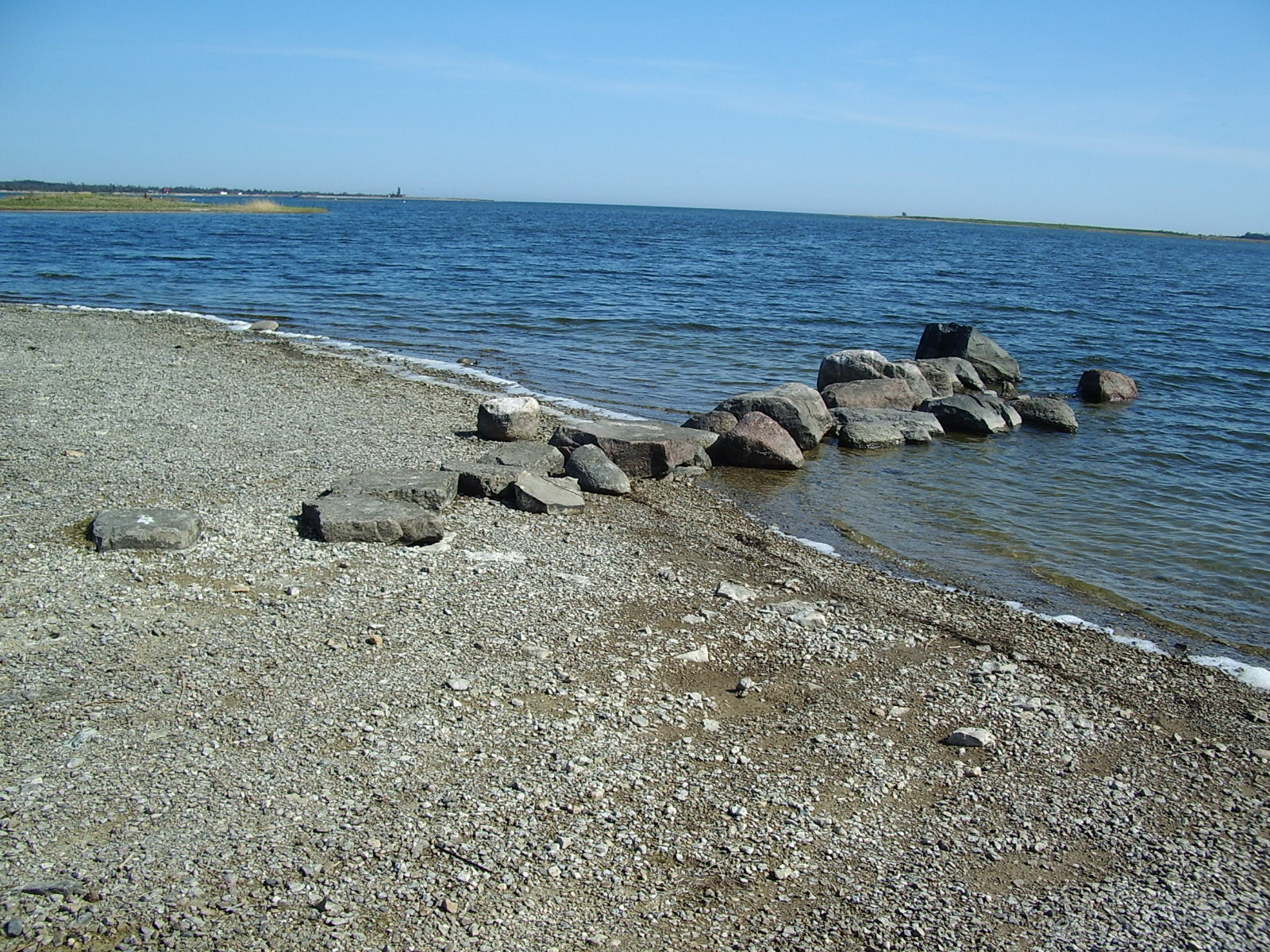
De Baai van Kõiguste
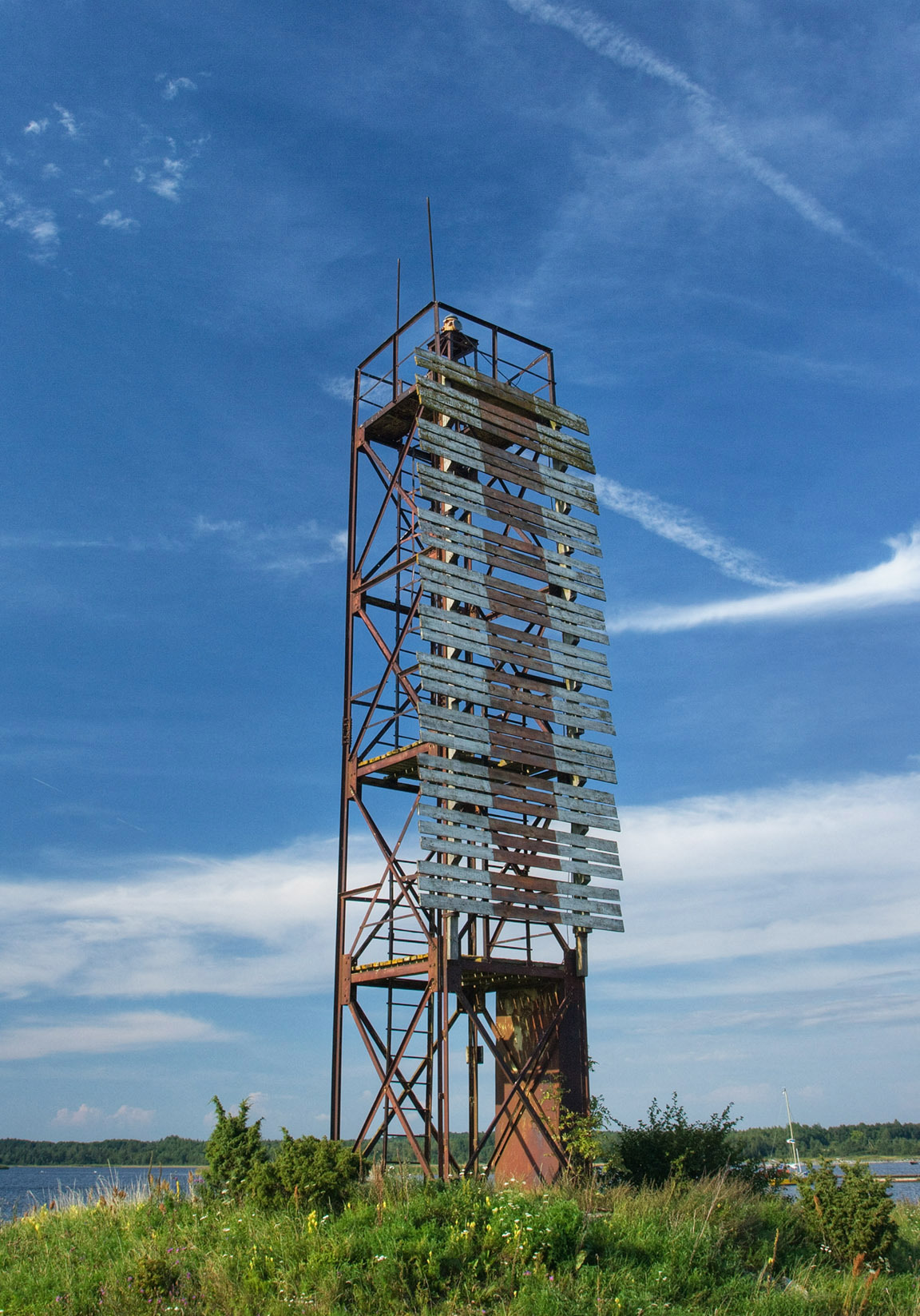
Baken bij Kõiguste
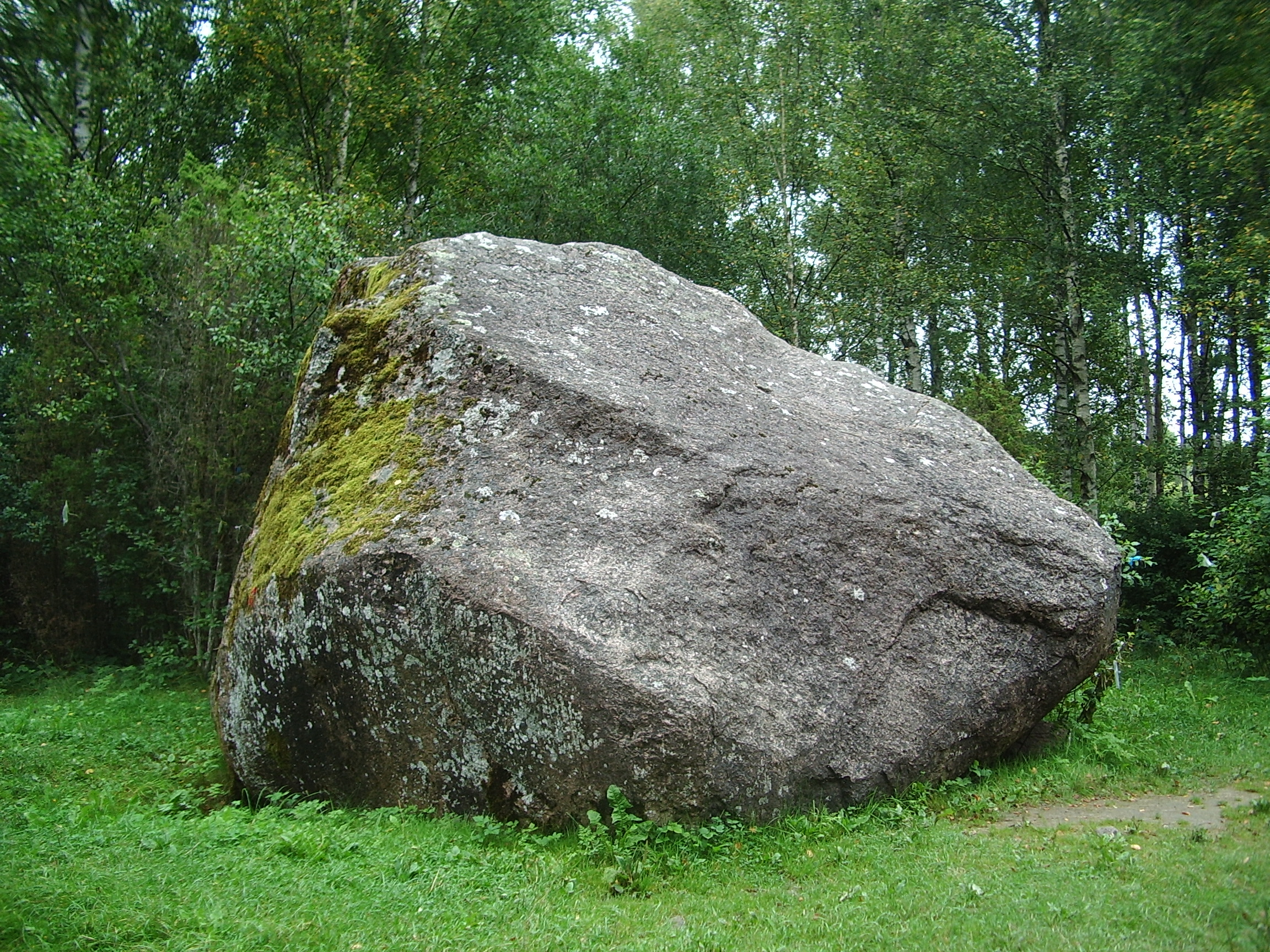
De Pireti kivi